# Андреас Юст
Андреас Юст (нім. Andreas Just) — німецький астроном, спеціаліст із зоряної динаміки, професор в Інституті астрономічних обчислень Гайдельберзького університету.

## Біографія
Андреас Юст народився 6 січня 1958 року в місті Бад-Наугайм біля Дармштадта.
У 1977—1984 роках вивчав математику та фізику у Франкфуртському університеті. В 1984—1987 навчався в аспірантурі в Інституті теоретичної фізики Франкфуртського університету, отримуючи зовнішню стипендію від Радіоастрономічного інституту Макса Планка. 1987 року захистив дисертацію «Динамічне тертя між міжзоряною речовиною і системою зір» і отримав ступінь доктора філософії з найвищою відзнакою (summa cum laude) з теоретичної астрофізики. У 1987—1992 працював постдоком в Інституті теоретичної фізики Франкфуртського університету.
1992 року Юст перейшов до Інституту астрономічних обчислень Гайдельберзького університету. У 1992—1996 працював постдоком за грантом SFB. В 1993 році він зробив габілітацію за темою «Флуктуаційна теорія для динаміки та еволюції молекулярних хмар». З 1997 року є штатним науковим співробітником Інституту астрономічних обчислень. 2012 року став професором Гайдельберзького університету. З 2004 року — координатор навчального плану з астрономії в Гайдельберзькому університеті, а з 2005 року — член виконавчого комітету Міжнародної дослідницької школи Макса Планка з астрономії та космічної фізики.
В Гайдельберзькому університеті Юст в різні роки вів практичні заняття з фізики, викладав вступний курс астрономії, вів астрономічні семінари, викладав кілька поглиблених курсів з галактичної і позагалактичної астрономії («Скупчення галактик», «Міжзоряні магнітні поля», «Хімічний розвиток галактичних дисків», «Місцева група», «Чорні діри в тісних зоряних системах», «Спостереження Великого вибуху» і т. д.).

## Наукові дослідження
Юст розробляє напіваналітичну модель диска Чумацького Шляху на основі спостережних даних програм Гіппаркос, SDSS, RAVE і Gaia — так звану модель Юста-Ярайса.
Іншим напрямком його досліджень є динамічна взаємодія центральних зоряних скупчень і надмасивних чорних дір у ядрах галактик, яку він вивчає за допомогою чисельних моделювань з високою роздільною здатністю.
Також він аналітично та за допомогою чисельних моделювань досліджує динаміку розсіяних зоряних скупчень у приливному полі Чумацького Шляху.

## Наукові публікації
Книжки:
- A. Just, Das Milchstrassensystem oder die Galaxis: 2012, in Abriss der Astronomie, H.-J. Roeser & W. Tscharnuter (Eds.), Wiley-VCH Verlag, Weinheim
- S. Deiters, B. Fuchs, A. Just, R. Spurzem, R. Wielen (Hrsg.) Dynamics of star clusters and the Milky Way: 2001, ASP Conf. Series 228, 587 Seiten
- A. Just, Structure of the Galaxy: 1999, in Landolt-Boernstein: Numerical Data and Functional Relationships (New Series). Group VI: Astronomy and Astrophysics, Вибрані статті:
- Just, A., Khan, F. M., Berczik, P., Ernst, A., Spurzem, R. 2011, Dynamical friction of massive objects in galactic centres, MNRAS, 411, 653
- Just, A., Jahreiß, H. 2010, Towards a fully consistent Milky Way disc model: Part 1 The local model based on kinematic and photometric data, MNRAS, 402, 461
- Just, A., Penarrubia, J. 2005, Large scale inhomogeneity and local dynamical friction, A&A, 431, 861